# Clitocybe anisata
Clitocybe anisata är en svampart som tillhör divisionen basidiesvampar, och som beskrevs av Josef Velenovský. Clitocybe anisata ingår i släktet Clitocybe, och familjen Tricholomataceae. Arten är reproducerande i Sverige.